# Diga di Bayındır
La diga di Bayındır è una diga della Turchia. Si trova nella provincia di Ankara.